# Grup quocient
En matemàtiques, donats un grup G i un subgrup normal N de G, el grup quocient de G sobre N és, intuïtivament, un grup que "col·lapsa" el subgrup normal N a l'element d'identitat. Al grup quocient se'l nota G/N i es llegeix com G mòdul N. Si N no és un subgrup normal, també es pot prendre un quocient, però el resultat no serà un grup, sinó un espai homogeni.

## El producte de subconjunts d'un grup
En la discussió següent, es farà servir una operació binària sobre els subconjunts de G: donats dos subconjunts S i T de G, es defineix el seu producte com ST = { st : s de S i t de T }.. Aquesta operació és associativa i té com a element identitat el singletó {e}, on e és l'element identitat de G Així, el conjunt de tots els subconjunts de G formen un monoide amb aquesta operació.
En termes d'aquesta operació primer es pot explicar què és un grup quocient, i llavors explicar què és un subgrup normal:
Un grup quocient d'un grup G és una partició de G que és ella mateixa un grup amb aquesta operació.
Està determinat completament pel subconjunt que conté e. Un subgrup normal de G és el conjunt d'aquesta partició que conté e. Els altres subconjunts en la partició són les classes laterals d'aquest subgrup normal.
Un subgrup N d'un grup G és normal si i només si la igualtat de classes laterals aN = Na es compleix per a tot a de G. En termes de l'operació binària de subconjunts definida abans, un subgrup normal de G és un subgrup que es commuta amb tots els subconjunts de G i es denota N ⊲ G. Un subgrup que permuta amb tots els subgrups de G s'anomena un subgrup quasinormal.

## Definició
Sia N un subgrup normal d'un grup G. Es defineix el conjunt G/N com el conjunt de totes les classes laterals per l'esquerra de N a G, és a dir, G/N = { aN : a in G }. L'operació de grup en G/N és el producte de subconjunts definits a dalt. En altres paraules, per a cada aN i bN en G/N, el producte de aN per bN és (aN)(bN). Aquesta operació és tancada, perquè (aN)(bN) és una classe lateral per l'esquerra:
(aN)(bN) = a(Nb)N = a(bN)N = (ab)NN = (ab)N.
El fet que N sigui normal es fa servir en aquesta equació. A causa de la normalitat de N, les classes laterals per l'esquerra i les classes laterals per la dreta de N a G són iguals, i així G/N es podria definir com el conjunt de les classes laterals per la dreta de N a G. Com que l'operació s'obté del producte de subconjunts de G, l'operació està ben definida (no depèn de l'elecció concreta de representants), és associativa, i té l'element identitat N. L'invers d'un element aN de G/N és a−1N.

## Motivació de la definició
El motiu per qual G/N s'anomena un grup quocient ve de la divisió d'enters. En dividir 12 entre 3 s'obté la resposta 4 perquè es poden reagrupar 12 objectes en 4 subcol·leccions de 3 objectes. El grup quocient és la mateixa idea, però es conclou amb un grup per a la resposta final en comptes d'un nombre perquè els grups tenen més estructura que una col·lecció aleatòria d'objectes.
Més detalladament, quan es mira G/N amb N un subgrup normal de G, l'estructura de grup es fa servir per formar un "reagrupament" natural. Aquestes són les classes laterals de N a G. Com que s'ha començat amb un grup i un subgrup normal el quocient final conté més informació que no només el nombre de classes laterals (que és el que dona la divisió habitual), sinó que en comptes d'això té ell mateix una estructura de grup.

## Exemples
- Considereu el grup dels enters Z (amb l'addició) i el subgrup 2Z que consta de tots els enters parells. Aquest és un subgrup normal, perquè Z és abelià. Hi ha només dues classes laterals: el conjunt dels parells i el dels senars; per això, el grup quocient Z/2Z és el grup cíclic amb dos elements. Aquest grup quocient és isomorf amb el conjunt { 0, 1 } amb l'addició mòdul 2; informalment, es diu de vegades que Z/2Z és igual al conjunt { 0, 1 } amb l'addició mòdul 2.

- Una lleugera generalització de l'últim exemple. Altre cop considereu el grup dels enters Z amb l'addició. Sia n qualsevol enter positiu. Ara s'agafarà el subgrup nZ de Z que consta de tots els múltiples de n. Una vegada més nZ és normal a Z perquè Z és abelià. Les classes laterals són la col·lecció {nZ,1+nZ,...,(n−2)+nZ,(n−1)+nZ}. Qualsevol k enter pertany a la classe lateral r+nZ, on r és el residu en dividir k entre n. El quocient Z/nZ pot ser considerat com el grup de "residus" de mòdul n. Aquest és un grup cíclic d'ordre n.

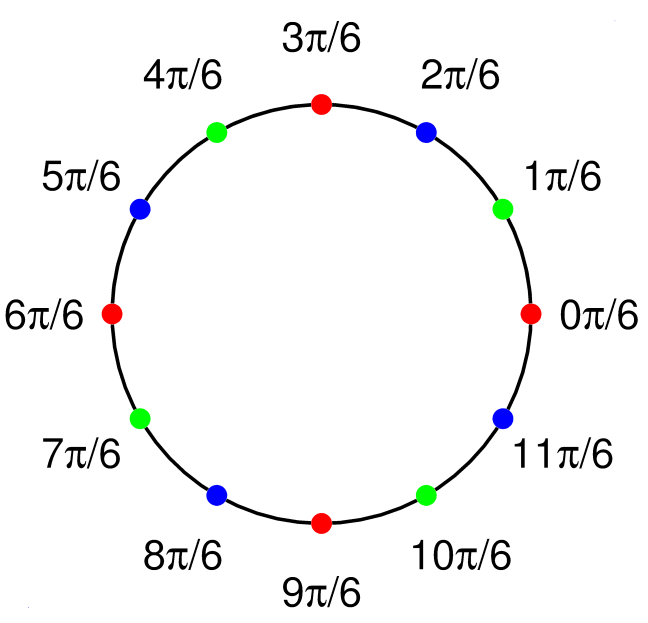
Les classes laterals de N en G

- Considereu el grup abelià multiplicatiu G de les dotze arrels de la unitat complexes, que són punts de la circumferència goniomètrica, mostrat a la imatge de la dreta punts acolorits on el nombre en cada punt dona el seu argument complex. Considereu el seu subgrup N format per les quartes arrels de la unitat, mostrades com punts vermells. Aquest subgrup normal parteix el grup en tres classes laterals, mostrades en vermell, verd i blau. Es pot comprovar que les classes laterals formen un grup de tres elements (el producte d'un element vermell per un element blau és blau, l'invers d'un element blau és verd, etc.). Així, el grup quocient de G/N és el grup de tres colors, que resulta ser el grup cíclic amb tres elements.

- Consideri el grup de nombres reals R amb l'addició, i el subgrup Z d'enters. Les classes laterals de Z a R són tots els conjunts de la forma a + Z, amb 0 ≤ a < 1 un nombre real. Sumar aquests coconjunts es fa sumant els nombres reals corresponents, i restant-ne 1 si el resultat és més gran que o igual a 1. El grup quocient R/Z és isomorf al grup circular S1, el grup de nombres complexos de mòdul 1 amb la multiplicació, o el corresponent, grup de rotacions en 2D entorn de l'origen, és a dir, el grup ortogonal especial SO(2). Un isomorfisme ve donat per f(a + Z) = exp(2πia) (vegeu la identitat d'Euler).

- Si G és el grup de matrius reals 3 × 3 invertibles, i N és el subgrup de matrius reals 3 × 3 amb determinant = 1, llavors N és normal a G (ja que és el nucli de l'homomorfisme determinant). Les classes laterals de N són els conjunts de matrius amb un determinant donat, i per això G/N és isomorfs al grup multiplicatiu de nombres reals diferents de zero.

- Considereu el grup abelià Z₄ = Z/4Z (és a dir, el conjunt { 0, 1, 2, 3 } amb l'addició mòdul 4), i el seu subgrup { 0, 2 }. El grup quocient Z₄ / { 0, 2 } és { { 0, 2 }, { 1, 3 } }. Aquest és un grup amb element identitat { 0, 2 }, i operacions de grup com { 0, 2 } + { 1, 3 } = { 1, 3 }. Tant el subgrup { 0, 2 } com el grup quocient { { 0, 2 }, { 1, 3 } } són isomorfs amb Z₂.

- Considereu el grup multiplicatiu {\displaystyle G=\mathbf {Z} _{n^{2}}^{*}}. El conjunt N de residus enèsims és un subgrup multiplicatiu d'ordre ϕ(n) of {\displaystyle \mathbf {Z} _{n}^{*}}. Llavors N és normal a G i el grup quocient G/N té les classes laterals N, (1+n)N, (1+n)²N…,(1+n)n−1N. El criptosistema de Pallier es basa en la conjectura de què és difícil determinar la classe lateral d'un element aleatori de G sense conèixer la factorització de n.

## Propietats
El grup quocient G / G és isomorf al grup trivial (el grup amb un únic element), i G / {e} és isomorf a G.
L'ordre de G / N és per definició igual a [G : N], l'índex de N a G. Si G és finit, l'índex també és igual a l'ordre de G dividit entre l'ordre de N. Fixeu-vos que G / N pot ser finits, encara que tant G com N siguin infinits (per exemple Z / 2Z).
Hi ha un homomorfisme de grups exhaustiu "natural" π : G → G / N, que a cada element g de G li fa correspondre la classe lateral de N a la qual g pertany, és a dir: π(g) = gN. La funció π s'anomena de vegades la projecció canònica de G a G / N. El seu nucli és N.
Hi ha una correspondència bijectiva entre els subgrups de G que contenen N i els subgrups de G / N; si H és un subgrup de G que conté N, llavors el subgrup corresponent de G / N és (H). Aquesta correspondència també es manté per a subgrups normals de G i G / N, i es formalitza en el teorema d'enreixat.
Unes quantes propietats importants dels grups quocient es troben al teorema fonamental sobre homomorfismes i els teoremes d'isomorfismes.
Si G és abelià, nilpotent o resoluble, llavors també ho és G / N.
Si G és cíclic o finitament generat, llavors també ho és G / N.
Si N està contingut en el centre de G, llavors G s'anomena l'extensió central del grup quocient.
Si H és un subgrup en un grup finit G, i l'ordre de H és la meitat de l'ordre de G, llavors a H té garantit ser un subgrup normal, així G / H existeix i és isomorf a C₂. Aquest resultat també es pot establir com "qualsevol subgrup d'índex 2 és normal", i en aquesta forma s'aplica també a grups infinits.
Tots els grups són isomorfs a un quocient d'un grup lliure.
A vegades, però no necessàriament sempre, un grup G es pot reconstruir des de G / N i N, com un producte directe o producte semidirecte. El problema de determinar quan és aquest el cas es coneix com el problema d'extensió. Un exemple on no és possible és el següent. Z₄ / { 0, 2 } és isomorf a Z₂, i { 0, 2 } també, però l'únic producte semidirecte és el producte directe, perquè Z₂ té només l'automorfisme trivial. Per això Z₄, que és diferent de Z₂ × Z₂, no es pot reconstruir.